# Daniel Kaczorowski
Pour les articles homonymes, voir Kaczorowski.
Pas d'image ? Cliquez ici

a Compétitions nationales et continentales officielles uniquement.

b Matchs officiels uniquement.
Daniel Kaczorowski, est né le 31 octobre 1952  au Creusot. C’est un ancien joueur français de rugby à XV, qui a joué avec l'équipe de France au poste de troisième ligne (1,83 m pour 94 kg).

## Biographie
le 19 janvier 1974, il revet le maillot du XV de France à 3 minutes de la fin en remplacement d’Olivier Saïsset contre l’Irlande.

## Carrière de joueur

### En club
- 1971-1979 :  CO Le Creusot
- 1979-1982 :  UMS Montélimar

### En équipe nationale
- 17 sélections en France A'
- 1 sélections en équipe de France (19 janvier 1974 contre l'équipe d'Irlande)

## Palmarès
- Néant